# ステージチャンプ
ステージチャンプ（欧字名:Stage Champ、1990年5月17日 - 2020年2月7日）
は、日本の競走馬。主な勝ち鞍に1994年の日経賞、1995年のステイヤーズステークス。
中央競馬で長距離戦の名脇役として活躍した。
母は重賞5勝のダイナアクトレス、半妹に札幌3歳ステークス、フェアリーステークスを勝ったプライムステージがいる。

## 経歴

### デビュー前
ステージチャンプは、父がポストノーザンテーストの呼び声が高かったリアルシャダイ、母が1980年代にGI戦線で活躍し毎日王冠等を制したダイナアクトレスで、さらに初仔であった事もあって、良血馬としてデビュー前から注目されていた。

### 3歳～4歳
3歳11月、東京競馬場でデビュー。初勝利は3戦目、蛯名正義とのコンビで挑んだ中山競馬場でのダート1200mの未勝利戦だった。
明けて4歳になると、ステージチャンプは皐月賞トライアルの弥生賞で3着に入り、皐月賞の出走権を獲得。1番人気に推されたスプリングステークスでは6着となり、1勝馬の身で皐月賞に挑む事になった。
皐月賞では、最後の直線でガレオンに進路を妨害されてしまい、ナリタタイシンの7着に敗れた。
皐月賞後、ステージチャンプはダービーの出走権を掛けて、中1週でダービー指定オープンの青葉賞に出走。1着となり、ダービーの優先出走権を獲得した。だが、日本ダービーでは終始中団のまま、ウイニングチケットの9着に敗れた。
秋は京都新聞杯から復帰したが6着に終わる。なお、この時、鞍上を蛯名から南井克巳にスイッチしている。
京都新聞杯で凡走した事もあって、菊花賞では9番人気だったが、レースでは勝ったビワハヤヒデには5馬身差を付けられたものの、日本ダービー馬ウイニングチケットとの競り合いを制し、2着と好走した。

### 5歳
1994年、古馬になると新コンビを組んだ岡部幸雄騎乗で3戦連続1番人気に推されたものの、金杯（東）2着・AJC杯3着・目黒記念4着と善戦止まりに終始。
続く日経賞では4番人気だったが、1993年の春の天皇賞馬ライスシャワーとの叩き合いを制して、初重賞制覇を遂げた。
天皇賞（春）では岡部がビワハヤヒデの主戦だったため、再び南井とコンビを組むが5着（マチカネタンホイザと同着）に終わった。
その後は宝塚記念8着・毎日王冠10着・天皇賞（秋）13着・アルゼンチン共和国杯3着・ステイヤーズステークス3着と、距離を伸ばした2戦こそ馬券圏内も5戦して未勝利であった。
なお、同年のアルゼンチン共和国杯から引退までの鞍上は、厩舎の所属騎手だった蛯名正義が務めている。

### 6歳
6歳になったステージチャンプは前年と同じくローテーションを歩んだものの、金杯は6着、AJC杯は3着、目黒記念は8着と凡走する。しかし、日経賞2着を経て挑んだ天皇賞（春）では今までのステージチャンプからは考えられない強烈な追い込みを見せる。鞍上の蛯名は差し切ったと思い、ガッツポーズをしたが、結果はライスシャワーにハナ差届かずの2着であった。
秋は京都大賞典から復帰したが6着、天皇賞（秋）は距離不適で13着に敗れるが、アルゼンチン共和国杯で2着になって復調し、年末のステイヤーズステークスで待望の重賞2勝目を挙げた。その後、有馬記念出走を目指していたが調教中に骨折し、休養に入った。

### 7歳～9歳
半年の休養ののち、ステージチャンプは宝塚記念の前哨戦として施行された芝2500mのオープン特別・エメラルドステークスで復帰した。レースでは61kgの酷量を背負いながら、阪神の坂を猛然と追い込んで2着に入り、健在ぶりをアピールした。しかし、宝塚記念直前に屈腱炎を発症し、再び長期休養を余儀なくされた。
およそ10ヶ月の休養を経て、8歳になったステージチャンプは天皇賞（春）で復帰した。天皇賞（春）では優勝したマヤノトップガン、2着サクラローレル、3着マーベラスサンデーに次ぐ4着と健闘した。しかし、宝塚記念を目指して調教していた最中に再び骨折し、3度目の長期休養に入った。
年が明けて9歳になったステージチャンプは1998年2月に復帰を期して、再び美浦に入厩したが、天皇賞を目指しての追い切り中に再び屈腱炎を発症。遂に引退した。現役時の活躍内容から淀の名助演男優と呼ばれた。

## 競走成績
以下の内容はnetkeiba.comの情報に基づく。
| 競走日     | 競馬場 | 競走名               | 格      | 距離（馬場）  | 頭 数 | 枠 番 | 馬 番 | オッズ （人気） | 着順 | タイム （上り3F） | 着差 | 騎手      | 斤量 [kg] | 1着馬（2着馬）       | 馬体重 [kg] |
| ---------- | ------ | -------------------- | ------- | ------------- | ----- | ----- | ----- | --------------- | ---- | ----------------- | ---- | --------- | --------- | -------------------- | ----------- |
| 1992.11.07 | 東京   | 3歳新馬              |         | 芝1600m（良） | 10    | 8     | 10    | 002.60（2人）   | 06着 | R1:37.8（36.9）   | -1.2 | 0柴田政人 | 54        | ダイイチリカー       | 458         |
| 0000.11.21 | 東京   | 3歳新馬              |         | ダ1600m（不） | 9     | 4     | 4     | 002.00（1人）   | 02着 | R1:40.1（38.2）   | -0.0 | 0柴田政人 | 54        | ゴールドリュート     | 456         |
| 0000.12.06 | 中山   | 3歳未勝利            |         | ダ1200m（良） | 9     | 4     | 4     | 001.90（1人）   | 01着 | R1:13.5（38.7）   | -0.8 | 0蛯名正義 | 54        | （スティールアロン） | 454         |
| 1993.02.20 | 東京   | カトレア賞           | 500万下 | ダ1600m（良） | 16    | 1     | 2     | 058.7（10人）   | 06着 | R1:39.0（38.5）   | -1.2 | 0蛯名正義 | 55        | ホクトベガ           | 452         |
| 0000.03.07 | 中山   | 弥生賞               | GII     | 芝2000m（良） | 11    | 6     | 7     | 090.6（11人）   | 03着 | R2:00.4（35.5）   | -0.3 | 0蛯名正義 | 55        | ウイニングチケット   | 450         |
| 0000.03.28 | 中山   | スプリングS          | GII     | 芝1800m（稍） | 14    | 5     | 8     | 003.70（1人）   | 06着 | R1:50.6（38.0）   | -0.7 | 0蛯名正義 | 56        | マルチマックス       | 446         |
| 0000.04.18 | 中山   | 皐月賞               | GI      | 芝2000m（良） | 18    | 7     | 13    | 033.00（6人）   | 07着 | R2:00.9（35.7）   | -0.7 | 0蛯名正義 | 57        | ナリタタイシン       | 448         |
| 0000.05.01 | 東京   | 青葉賞               | OP      | 芝2400m（良） | 16    | 2     | 3     | 002.60（1人）   | 01着 | R2:27.7（36.0）   | -0.1 | 0蛯名正義 | 56        | （ラリーキャップ）   | 448         |
| 0000.05.30 | 東京   | 東京優駿             | GI      | 芝2400m（良） | 18    | 6     | 12    | 022.60（7人）   | 09着 | R2:27.6（38.3）   | -2.1 | 0蛯名正義 | 57        | ウイニングチケット   | 448         |
| 0000.10.17 | 京都   | 京都新聞杯           | GII     | 芝2200m（良） | 10    | 7     | 7     | 022.60（8人）   | 06着 | R2:14.3（35.6）   | -1.0 | 0南井克巳 | 57        | ウイニングチケット   | 448         |
| 0000.11.07 | 京都   | 菊花賞               | GI      | 芝3000m（良） | 18    | 7     | 15    | 033.50（9人）   | 02着 | R3:05.6（35.3）   | -0.9 | 0南井克巳 | 57        | ビワハヤヒデ         | 448         |
| 1994.01.05 | 中山   | 金杯（東）           | GIII    | 芝2000m（良） | 12    | 5     | 6     | 003.20（1人）   | 02着 | R2:00.8（35.3）   | -0.1 | 0岡部幸雄 | 56.5      | ヒダカハヤト         | 462         |
| 0000.01.23 | 中山   | AJCC                 | GII     | 芝2200m（良） | 14    | 2     | 2     | 002.60（1人）   | 03着 | R2:14.4（35.4）   | -0.3 | 0岡部幸雄 | 56        | マチカネタンホイザ   | 464         |
| 0000.02.20 | 東京   | 目黒記念             | GII     | 芝2500m（良） | 13    | 8     | 13    | 001.80（1人）   | 04着 | R2:34.2（35.4）   | -0.2 | 0岡部幸雄 | 57        | ナリタタイシン       | 460         |
| 0000.03.20 | 中山   | 日経賞               | GII     | 芝2500m（良） | 9     | 5     | 5     | 006.00（4人）   | 01着 | R2:32.8（36.5）   | -0.0 | 0岡部幸雄 | 56        | （ライスシャワー）   | 452         |
| 0000.04.24 | 京都   | 天皇賞（春）         | GI      | 芝3200m（稍） | 11    | 7     | 9     | 016.40（4人）   | 05着 | R3:23.3（36.9）   | -0.7 | 0南井克巳 | 58        | ビワハヤヒデ         | 450         |
| 0000.06.12 | 阪神   | 宝塚記念             | GI      | 芝2200m（良） | 14    | 3     | 3     | 035.80（7人）   | 08着 | R2:12.8（36.0）   | -1.6 | 0南井克巳 | 56        | ビワハヤヒデ         | 448         |
| 0000.10.09 | 東京   | 毎日王冠             | GII     | 芝1800m（良） | 11    | 8     | 11    | 025.0（10人）   | 10着 | R1:45.9（36.2）   | -1.3 | 0的場均   | 58        | ネーハイシーザー     | 452         |
| 0000.10.30 | 東京   | 天皇賞（秋）         | GI      | 芝2000m（良） | 13    | 6     | 8     | 068.4（12人）   | 13着 | R1:59.5（35.1）   | -0.9 | 0南井克巳 | 58        | ネーハイシーザー     | 452         |
| 0000.11.19 | 東京   | アルゼンチン共和国杯 | GII     | 芝2500m（良） | 14    | 1     | 1     | 010.10（5人）   | 03着 | R2:31.4（34.7）   | -0.1 | 0蛯名正義 | 57.5      | マチカネアレグロ     | 454         |
| 0000.12.10 | 中山   | ステイヤーズS        | GII     | 芝3600m（良） | 10    | 2     | 2     | 003.30（2人）   | 03着 | R3:42.1（37.2）   | -0.5 | 0蛯名正義 | 58        | エアダブリン         | 456         |
| 1995.01.05 | 中山   | 金杯（東）           | GIII    | 芝2000m（重） | 16    | 8     | 15    | 008.10（4人）   | 06着 | R2:01.7（37.7）   | -1.2 | 0蛯名正義 | 58        | サクラローレル       | 460         |
| 0000.01.22 | 中山   | AJCC                 | GII     | 芝2200m（良） | 10    | 8     | 9     | 019.10（5人）   | 03着 | R2:14.5（35.0）   | -0.1 | 0蛯名正義 | 57        | サクラチトセオー     | 462         |
| 0000.02.19 | 東京   | 目黒記念             | GII     | 芝2500m（良） | 12    | 5     | 6     | 008.60（3人）   | 08着 | R2:32.4（37.0）   | -1.3 | 0蛯名正義 | 57.5      | ハギノリアルキング   | 454         |
| 0000.03.19 | 中山   | 日経賞               | GII     | 芝2500m（不） | 9     | 2     | 2     | 009.80（4人）   | 02着 | R2:41.1（37.2）   | -0.1 | 0蛯名正義 | 58        | インターライナー     | 454         |
| 0000.04.23 | 京都   | 天皇賞（春）         | GI      | 芝3200m（重） | 18    | 7     | 15    | 014.00（6人）   | 02着 | R3:19.0（35.3）   | -0.0 | 0蛯名正義 | 58        | ライスシャワー       | 452         |
| 0000.10.08 | 京都   | 京都大賞典           | GII     | 芝2400m（良） | 13    | 4     | 5     | 011.30（4人）   | 06着 | R2:14.3（35.3）   | -0.5 | 0蛯名正義 | 58        | ヒシアマゾン         | 454         |
| 0000.10.29 | 東京   | 天皇賞（秋）         | GI      | 芝2000m（良） | 17    | 8     | 16    | 030.60（7人）   | 13着 | R1:59.6（35.3）   | -0.8 | 0蛯名正義 | 58        | サクラチトセオー     | 454         |
| 0000.11.18 | 東京   | アルゼンチン共和国杯 | GII     | 芝2500m（良） | 13    | 5     | 7     | 008.50（6人）   | 02着 | R2:31.3（34.5）   | -0.0 | 0蛯名正義 | 58        | ゴーゴーゼット       | 454         |
| 0000.12.09 | 中山   | ステイヤーズS        | GII     | 芝3600m（良） | 9     | 2     | 2     | 002.10（1人）   | 01着 | R3:47.1（35.9）   | -0.3 | 0蛯名正義 | 58.5      | （インターライナー） | 456         |
| 1996.06.15 | 阪神   | エメラルドS          | OP      | 芝2500m（良） | 8     | 8     | 8     | 003.40（2人）   | 02着 | R2:30.6（35.8）   | -0.2 | 0蛯名正義 | 61        | カミノマジック       | 458         |
| 1997.04.27 | 京都   | 天皇賞（春）         | GI      | 芝3200m（良） | 16    | 8     | 16    | 055.20（8人）   | 04着 | R3:15.4（35.5）   | -1.0 | 0蛯名正義 | 58        | マヤノトップガン     | 472         |

## 引退後
ステージチャンプは良血馬だったが、リアルシャダイ産駒のステイヤーだったため、種牡馬としてのオファーがなく、種牡馬にはなれず、ノーザンホースパークで乗馬となった。
脚元が極度に弱い事からしばらくは乗馬としての調教も行われず、悠々自適の生活を送っていたが、2002年に馬術競技馬としてデビューした。2004年に競技馬から引退したステージチャンプはノーザンホースパークを離れ、2009年まで秋田県の角館高等学校で繋養されていた。その後は北海道に戻り、余生を過ごしていたが、2020年2月7日に死亡した。

## 血統表
| ステージチャンプの血統（ヘイルトゥリーズン系） / Lady Angela5×4=9.38% Nasrullah5×5=6.25%） | ステージチャンプの血統（ヘイルトゥリーズン系） / Lady Angela5×4=9.38% Nasrullah5×5=6.25%） | ステージチャンプの血統（ヘイルトゥリーズン系） / Lady Angela5×4=9.38% Nasrullah5×5=6.25%） | （血統表の出典）                   | （血統表の出典） |
| 父系                                                                                       | ロベルト系（ヘイルトゥリーズン系）                                                         | ロベルト系（ヘイルトゥリーズン系）                                                         | ロベルト系（ヘイルトゥリーズン系） | [ § 2 ]          |
| 父 *リアルシャダイ Real Shadai 1979 黒鹿毛                                                 | 父の父Roberto 1969 鹿毛                                                                    | Hail to Reason                                                                             | Turn-to                            | Turn-to          |
| 父 *リアルシャダイ Real Shadai 1979 黒鹿毛                                                 | 父の父Roberto 1969 鹿毛                                                                    | Hail to Reason                                                                             | Nothirdchance                      |                  |
| 父 *リアルシャダイ Real Shadai 1979 黒鹿毛                                                 | 父の父Roberto 1969 鹿毛                                                                    | Bramalea                                                                                   | Nashua                             | Nashua           |
| 父 *リアルシャダイ Real Shadai 1979 黒鹿毛                                                 | 父の父Roberto 1969 鹿毛                                                                    | Bramalea                                                                                   | Rarelea                            |                  |
| 父 *リアルシャダイ Real Shadai 1979 黒鹿毛                                                 | 父の母Desert Vixen 1970 黒鹿毛                                                             | In Reality                                                                                 | Intentionally                      | Intentionally    |
| 父 *リアルシャダイ Real Shadai 1979 黒鹿毛                                                 | 父の母Desert Vixen 1970 黒鹿毛                                                             | In Reality                                                                                 | My Dear Girl                       |                  |
| 父 *リアルシャダイ Real Shadai 1979 黒鹿毛                                                 | 父の母Desert Vixen 1970 黒鹿毛                                                             | Deset Trial                                                                                | Moslem Chief                       | Moslem Chief     |
| 父 *リアルシャダイ Real Shadai 1979 黒鹿毛                                                 | 父の母Desert Vixen 1970 黒鹿毛                                                             | Deset Trial                                                                                | Scotch Verdict                     |                  |
| 母 ダイナアクトレス 1983 鹿毛                                                              | 母の父*ノーザンテースト Northern Taste 1971 栗毛                                           | Northern Dancer                                                                            | Nearctic                           | Nearctic         |
| 母 ダイナアクトレス 1983 鹿毛                                                              | 母の父*ノーザンテースト Northern Taste 1971 栗毛                                           | Northern Dancer                                                                            | Natalma                            |                  |
| 母 ダイナアクトレス 1983 鹿毛                                                              | 母の父*ノーザンテースト Northern Taste 1971 栗毛                                           | Lady Victoria                                                                              | Victoria Park                      | Victoria Park    |
| 母 ダイナアクトレス 1983 鹿毛                                                              | 母の父*ノーザンテースト Northern Taste 1971 栗毛                                           | Lady Victoria                                                                              | Lady Angela                        |                  |
| 母 ダイナアクトレス 1983 鹿毛                                                              | 母の母モデルスポート 1975 黒鹿毛                                                           | *モデルフール                                                                              | Tom Fool                           | Tom Fool         |
| 母 ダイナアクトレス 1983 鹿毛                                                              | 母の母モデルスポート 1975 黒鹿毛                                                           | *モデルフール                                                                              | Model Joy                          |                  |
| 母 ダイナアクトレス 1983 鹿毛                                                              | 母の母モデルスポート 1975 黒鹿毛                                                           | *マジックゴディス                                                                          | Red God                            | Red God          |
| 母 ダイナアクトレス 1983 鹿毛                                                              | 母の母モデルスポート 1975 黒鹿毛                                                           | *マジックゴディス                                                                          | Like Magic F-No.1-x                |                  |
| 母系(F-No.)                                                                                | 1号族(FN:1-x)                                                                              | 1号族(FN:1-x)                                                                              | 1号族(FN:1-x)                      | [ § 3 ]          |
| 5代内の近親交配                                                                            | Lady Angela4×5、Nasrullah5×5                                                               | Lady Angela4×5、Nasrullah5×5                                                               | Lady Angela4×5、Nasrullah5×5       | [ § 4 ]          |
| 出典                                                                                       | 1. 2. 3. 4.                                                                                | 1. 2. 3. 4.                                                                                | 1. 2. 3. 4.                        | 1. 2. 3. 4.      |

母ダイナアクトレスは重賞5勝。半妹プライムステージは重賞2勝、その仔アブソリュートは東京新聞杯勝ち。甥マルカラスカルは中山大障害を、同じく甥のスクリーンヒーローはジャパンカップやアルゼンチン共和国杯を勝っている。